# Józef Gajek
Józef Gajek (ur. 12 lutego 1907 w Wiedniu, zm. 17 kwietnia 1987 we Wrocławiu) – polski etnograf, etnolog. Twórca, długoletni kierownik naukowy i redaktor Polskiego Atlasu Etnograficznego (pod jego kierownictwem opracowano 8 zeszytów, 1958-1981), sekretarz generalny (1945-1951, 1956-1961) i prezes Polskiego Towarzystwa Ludoznawczego (1953-1956) oraz redaktor naczelny Ludu (1945-1968).

## Życiorys
Wychował się we Lwowie, tam skończył szkołę i studia otrzymując w 1930 r. tytuł magistra filozofii w zakresie filologii polskiej i w zakresie etnografii z etnologią. Na początku lat 30. uczył w gimnazjum, jednocześnie będąc asystentem Adama Fischera. W 1933 r. zdobył tytuł doktora filozofii na Uniwersytecie Lwowskim. W latach 1936–1939 pracownik Instytutu Bałtyckiego. Od roku 1931 prowadził badania terenowe na Kaszubach, Kociewiu i na obszarze Wolnego Miasta Gdańska, przygotowując Atlas Etnograficzny Pomorza.
W 1944 przeniósł się do Lublina, gdzie pracował jednocześnie na KUL-u (1944-49) i Uniwersytecie Marii Curie-Skłodowskiej (1945-51). W 1947 r. na UMCS został promowany na stanowisko profesora nadzwyczajnego. W roku 1951 przeniósł się na Uniwersytet Poznański, gdzie także został nominowany na analogiczne stanowisko. W lipcu 1952 roku objął kierownictwo Katedry i Zakładu Etnografii UP (wówczas w Zespole Katedr Historii Kultury Materialnej), która stała się siedzibą Zarządu Głównego Polskiego Towarzystwa Ludoznawczego i jego organów: biblioteki, archiwum i wydawnictw. Działalność naukowa pracowników była wyrazem programu badawczego PTL, którego głównym celem było opracowanie Polskiego Atlasu Etnograficznego.
1 października 1953 r. Gajek podjął pracę na Uniwersytecie Wrocławskim, gdzie w latach 1960-65 kierował Katedrą Etnografii Ogólnej i Etnografii Słowian. W 1967 przeniesiony został do PAN. Zmarł w 1987 r. we Wrocławiu.

## Wybrane publikacje
- Kogut w wierzeniach ludowych (1934)[4]